# Ранцевское сельское поселение
Ра́нцевское се́льское поселе́ние — упразднённое муниципальное образование в составе Кувшиновского района Тверской области России.
Административный центр — посёлок Ранцево.
Образовано в 2005 году, включило в себя территорию Ранцевского и части территорий Васильковского и Сокольнического сельских округов.
Законом Тверской области от 17 декабря 2015 года № 119-ЗО, были преобразованы, путём их объединения, Сокольническое, Васильковское и Ранцевское сельские поселения — в Сокольническое сельское поселение.

## Географические данные
- Общая площадь: 96 км²
- Нахождение: юго-западная часть Кувшиновского района.
  - Граничит:
    - на севере — с Могилёвским СП,
    - на северо-востоке — с Васильковским СП,
    - на востоке — с Заовражским СП,
    - на юге и западе — с Сокольническим СП.

По территории поселения проходит железная дорога «Торжок—Кувшиново—Соблаго».

## Экономика
Добыча торфа (с 1912 года).

## Население
На 01.01.2008 — 639 человек.

## Населённые пункты
В состав поселения входили следующие населённые пункты:
| № | Тип нп  | Название     | Население (2008 год) |
| - | ------- | ------------ | -------------------- |
| 1 | пос.    | Ранцево      | 525                  |
| 2 | ж-д.ст. | Ранцево      | 107                  |
| 3 | пос.    | Ново-Ранцево | 7                    |